# Пояса США
Пояса США — условное деление регионов страны, на основании обладания ими определенными типичными характеристиками. Термин «пояс» впервые был употреблён в контексте сельскохозяйственных регионов, приспособленных для выращивания одного и того же вида культур. Аллюзия с поясом одежды была вызвана тем, что поскольку такие регионы чаще всего обладают сходными климатическими условиями, то расположены они на одинаковых широтах.
В дальнейшем использование термина «пояс» расширялось до использования применительно к климатическим, экономическим, культурным, национальным и другим зонам на территории США. Зачастую различные «пояса» имеют формальные границы и пересекаются между собой.

## Список поясов
- Банановый пояс — термин применяется к нескольким регионам США с климатом более мягким чем в окружающих их регионах.
- Бесцерковный пояс — регион на северо-западе США, который имеет наименьшее количество верующих.
- Библейский пояс — регион в США, в котором одним из основных аспектов культуры является евангельский протестантизм.
- Бизоний пояс — регион от Аляски до Мексиканского залива, на территории которого обитали бизоны.
- Борщовый пояс — курортная область, которая включает горные районы Адирондак, Поконо[англ.], Беркшир-Хилс.
- Кукурузный пояс — регион, в котором кукуруза является основной аграрной культурой.
- Ледяной пояс — регион в северо-восточной и северо-центральной части США с суровым морозным климатом.
- Обводный пояс — регион, объединяющий юго-восточные штаты США, в котором отмечается необычайно высокий показатель заболеваемости инсультами и другими формами сердечно-сосудистых заболеваний.
- Пояс Jell-O — также известный как Мормонский коридор, западные штаты с большой долей прихожан Церкви Иисуса Христа Святых последних дней.
- Пшеничный пояс — северные штаты Среднего Запада США, в которых производится большая часть зерновых культур и сои, выращенных в Северной Америке.
- Ржавый пояс (в прошлом широко известный как производственный пояс, заводской пояс или стальной пояс) — северо-восточные и центральные северные штаты, основу экономики которых составляет тяжёлая промышленность, в связи с чем в настоящее время им свойственен некоторый экономический спад.
- Рисовый пояс — южные штаты, где в основном производится рис.
- Свинцовый пояс — район на юго-востоке Миссури, который имеет давнюю историю горного дела.
- Снежный пояс — районы вокруг Великих озёр, склонные к появлению снежного эффекта озера.
- Солнечный пояс — южные штаты, расположенные ниже 36 параллели северной широты.
- Соляной пояс — регион на северо-востоке и на Среднем Западе, где для обработки дорожного покрытия в зимний сезон применяются реагенты с большим содержанием солей.
- Сосновый пояс — регион на юге реки Миссисипи, где произрастает болотная сосна.
- Фруктовый пояс — область, где произрастает большое количество фруктов.
- Хлопковый пояс — южные штаты, где хлопок является основной аграрной культурой.
- Чёрный пояс — регион в юго-восточной части США, который характеризуется преобладанием афроамериканского населения вне городских агломераций. В XIX веке в этом плодородном сельскохозяйственном регионе проживало большое количество чернокожих рабов, работавших на хлопковых плантациях.